# 무치 졸탄

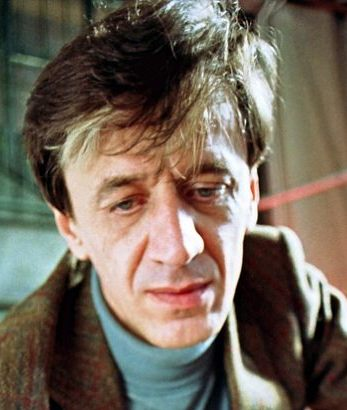

무치 졸탄(헝가리어: Mucsi Zoltán, 1957년 9월 9일 ~ )은 헝가리의 배우이다.

## 영화
- 팅커 테일러 솔저 스파이 (2011년) - 마그야 역
- 소 머치 포 저스티스! (2010년)
- 1 (2009년)
- 오버나잇 (2007년)
- 헤르미나필드의 망령 (2006년)
- 콘트롤 (2003년) - 교수 역
- 로자의 노래 (2003년)